# ユーリー (ポロヴェツ族)
ユーリー（ユーリー・コンチャーコヴィチ、ロシア語: Юрий(Юрий Кончакович)、? - 1223年）は、ポロヴェツ族のハンである。コンチャークの子。
ルーシの年代記における最初の言及は、ルーシ諸公の内紛に関する13世紀最初の戦闘においてである。1203年、ルーシの公リューリクやオレグ一門と共に、当時ガーリチ公ロマンが所有していたキエフの襲撃・略奪に参加した。
1222年、ドン川でモンゴル帝国軍と戦い敗北した。続く1223年のカルカ河畔の戦いにおいて、ジェベとスブタイの率いるモンゴル帝国軍との戦闘で死亡した。この出来事に関連したルーシの年代記の記述では、ユーリーは「最も有力なハン」と言及されている。